# Даучик, Фердинанд
Фердина́нд Да́учик (словац. Ferdinand Daučík; 30 мая 1910, Айпельшлаг — 14 ноября 1986, Алькала-де-Энарес) — словацкий футболист, защитник, выступал за сборную Чехословакии. В конце 1940-х годов бежал с семьёй в Испанию из коммунистического лагеря, там получил паспорт на имя Ферна́ндо Да́усик (исп. Fernando Daucik), там же долгое время работал тренером местных клубов.

## Биография
Фердинанд Даучик родился 30 мая 1910 года в городе Шаги, там же он начал свою карьеру, играя за местный клуб «Слован». Из Слована Даучик перешёл в команду «Майорка» из Комарно, в котором большинство выступающих игроков были этническими венграми. Во время выступлений за «Майорку» игру талантливого защитника заметили в клубе «Слован» из Братиславы, который был лидером словацкого футбола и в те годы единственный из словацких клубов более-менее успешно выступал в чемпионате Чехословакии. Даучик пришёл в «Слован» в 1930 году. В «Словане» Даучик провёл 5 лет, прежде чем перейти в первую в его жизни чешскую команду, одно из двух грандов чехословацкого футбола, клуб «Славию», с которым Даучик дважды стал чемпионом Чехословакии, а также выиграл Кубок Митропы в 1938 году, и в котором Фердинанд завершил футбольную карьеру.
В сборной Чехословакии Даучик дебютировал в 1931 году, он стал только третьим в истории чехословацкой сборной словаком, который надел футболку главной чехословацкой команды. В составе сборной Чехословакии Даучик участвовал в двух чемпионатах мира, но если в 1934 году, в котором чехословаки заняли второе место, уступив лишь сборной Италии в финале, он просидел весь турнир на скамейке запасных, то в 1938 году он провёл все три матча, в последнем из которых чехословацкая команда уступила сборной Бразилии в переигровке четвертьфинала со счётом 1:2. Всего за сборную Чехословакии Даучик провёл 15 матчей.
После захвата силами нацистской Германии Чехословакии в 1938 году, Словакия была признана независимым от чехов государством — Первой Словацкой республикой, и множество словаков, живших на чешских территориях, вернулось на земли независимого национального государства, среди них был и Даучик. В 1939 году по приказу марионеточного правительства Войтеха Тука были созданы сборная Словакии по футболу и чемпионат Словакии по футболу; и братиславский «Слован», бывший долгое время лучшим словацким клубом в чемпионате Чехословакии, конечно, стал лидером и в словацком первенстве. В 1942 году футбольное руководство Словакии предложило Даучику, год назад завершившему карьеру, возглавить «Слован», который в то время был назван «Братиславой», а через несколько месяцев и сборную Словакии, любопытно, что первый свой матч в качестве наставника национальной команды Даучик провёл на поле, играя на излюбленной позиции защитника, тот матч стал первым и последним, проведённым Даучиком в составе словацкой команды. «Слован» под руководством Даучика выиграл два чемпионата Словакии. Даучик ушёл со своего поста в 1946 году, опасаясь того, что его связь с зависимым от фашистов словацким правительством будет предана огласке. Сборную Словакии Даучик тренировал и того меньше, всего два года, вплоть до 1944 года, когда объединёнными силами советской армии и восставших словаков страна была освобождена.
После окончания Второй мировой войны Даучик два года был без работы. В 1948 году его вновь призвал «Слован», в котором к эту времени выступал Ласло Кубала, венгр, переехавший в Чехословакию на родину своей матери. Именно Кубала, лучший футболист «Слована», поспособствовал возвращению Даучика на пост главного тренера команды, здесь свою роль сыграли родственные связи — Кубала был мужем сестры Даучика, Анны Виолы. Также Даучик возглавил сборную Чехословакии, которая под его руководством, правда, провела лишь две игры. Вскоре Даучик эмигрировал в Испанию, которая в те годы контролировалась авторитарным режимом Франко. Через год после приезда Даучика в Испанию к нему присоединился его зять Кубала, который бежал из Венгрии вместе с семьёй, включая недавно родившегося внука Даучика, Бранко. Кубала и Даучик, чтобы прокормить свою семью, были вынуждены создать любительскую команду «Хунгария», составленную из беженцев из коммунистических стран Восточной Европы. С Кубалой в нападении и Даучиком на тренерском мостике «Хунгария» показала феноменальные результаты, включая победы над сборными Италии и Испании, а также ничью с командой Австрии. Конечно, такие результаты невозможно было не заметить, а потому в 1951 году Кубала подписал контракт с «Барселоной», а через несколько месяцев Даучик возглавил каталонский клуб, и именно Кубала предложил боссам «Барсы» услуги словацкого специалиста, взамен уволенного Энрике Виолы.
Приход Даучика на пост наставника «сине-гранатовых» ознаменовал собой один из самых удачных периодов клуба в истории. За четыре сезона клуб, возглавляемый Даучиком, выиграл два чемпионата Испании, три кубка Генералиссимуса, Латинский кубок и кубок Эвы Дуарте. Во время работы с «Барселоной» Даучик получил испанское гражданство, став Фернандо Даусиком. В 1954 году контракт Даучика с «Барселоной» закончился, и, несмотря на желание руководства «Барсы» продолжить сотрудничество со словаком, тот ответил отказом, поводом чему послужили всё более частые конфликты с ведущими игроками клуба, особенно каталонцами.
Уйдя из «Барселоны», Фердинанд сразу нашёл себе работу: специалиста пригласил клуб «Атлетик Бильбао», известный тем, что команда состоит только из этнических басков. В первый же сезон с «Атлетиком» Даучик выиграл кубок Генералиссимуса, а на следующий сезон сотворил «золотой дубль», команда выиграла и чемпионат, и кубок Испании, а на европейской арене через год дошла до четвертьфинала Кубка чемпионов, по пути обыграв «Порту» и «Гонвед», а уступил «Атлетик» лишь «Манчестер Юнайтед» 5:6, великолепным «малышам Басби», которые через год, почти в полном составе, трагически погибнут в мюнхенской авиакатастрофе.
В сезоне 1957/58 Даучик возглавил клуб «Атлетико Мадрид», сразу приведя команду ко второму месту в Примере, что позволило Атлетико в следующем сезоне попробовать свои силы в Кубке Чемпионов, вследствие того, что чемпионом Испании стал «Реал Мадрид», лучший клуб Европы прошлого сезона. «Атлетико», ведомый великолепным бразильским форвардом Вава, который за несколько месяцев до того стал чемпионом мира, клуб достиг полуфинала Кубка чемпионов, где его поджидал вечный враг мадридский «Реал», благодаря которому «Атлетико» и смог участвовать в чемпионском кубке. В первом мадридском дерби на «Сантьяго Бернабеу» Реал был сильнее 2:1, в ответной игре уже Атлетико был сильнее 1:0, по сегодняшним правилам в финал бы прошёл «Атлетико», но в те годы правило «гостевого гола» ещё не было принято, потому было решено провести переигровку на нейтральном поле в Сарагосе, где «Реал» вновь был сильнее 2:1.
После ухода из «Атлетико» Даучик ещё тренировал несколько клубов, но успехов почти не добивался. Он один сезон возглавлял португальский «Порту», но клуб занял лишь 4-е место в чемпионате, а в кубке Португалии остановился на стадии полуфинала. Затем Даучик возглавлял на протяжении двух сезонов «Реал Бетис», в котором он позволил дебютировать в составе своему сыну Янко, затем Даучик тренировал «Мурсию» и «Севилью», но без успехов.
В 1966 году, ближе к концу сезона 1965/66, Даучик возглавил клуб «Реал Сарагоса» и почти сразу же привёл клуб к победе в кубке Испании, в котором «Сарагоса» со счётом 2:0 победила бывший клуб Даучика «Атлетик» из Бильбао. Достигла «Сарагоса» и финала Кубка Ярмарок, но здесь «Сарагосу» ждал другой бывший клуб Даучика — «Барселона». В первом матче «Сарагоса» в гостях на Камп Ноу победила 1:0. По ходу ответного матча «Барселона» первой открыла счёт, но «Сарагоса» нашла в себе силы переломить ход матча и выйти вперёд 2:1, а затем забивала лишь «Барселона»: на 79-й минуте Сабалья сделал счёт 2:2, на 85-й Торрес вывел сине-гранатовых вперёд — 3:2, в дополнительное время Пуйоль забил ещё один мяч, и трофей достался «Барселоне».
После неуспеха с «Сарагосой» Даучик уехал в Канаду, где возглавил клуб лиги NASL «Торонто Фэлконс», куда позвал и своего сына Янко, который в свой первый и последний сезон в Канаде стал лучшим бомбардиром чемпионата с 20-ю мячами в 25 матчах. В 1968 году Даучик покинул «Фэлконс», передав бразды правления клубом Ладислао Кубале. Завершил тренерскую карьеру Даучик в Испании, тренируя «Эльче» и барселонский «Эспаньол». Последним же клубом в карьере словака стал «Сант-Эндрю», который он тренировал в середине 1970-х.
После окончания карьеры Фердинанд Даучик поселился в городке Алькала-де-Энарес, неподалёку от Мадрида, где и закончил свои дни, скончавшись 14 ноября 1986 года в возрасте 76-ти лет.

## Тренерская статистика
| Команда   | Страна  | Начало работы | Завершение работы | Соревнование     | Показатели | Показатели | Показатели | Показатели | Показатели | Показатели | Показатели | Показатели |
| Команда   | Страна  | Начало работы | Завершение работы | Соревнование     | М          | В          | Н          | П          | МЗ         | МП         | РМ         | В%         |
| --------- | ------- | ------------- | ----------------- | ---------------- | ---------- | ---------- | ---------- | ---------- | ---------- | ---------- | ---------- | ---------- |
| Барселона | Испания | Июнь 1950     | Июль 1954         | Ла Лига          | 120        | 71         | 18         | 31         | 329        | 188        | +141       | 059,17     |
| Барселона | Испания | Июнь 1950     | Июль 1954         | Кубок Короля     | 28         | 19         | 3          | 6          | 82         | 28         | +54        | 067,86     |
| Барселона | Испания | Июнь 1950     | Июль 1954         | Латинский кубок  | 2          | 2          | 0          | 0          | 5          | 2          | +3         | 100,00     |
| Барселона | Испания | Июнь 1950     | Июль 1954         | Кубок Эвы Дуарте | 3          | 2          | 0          | 1          | 0          | 2          | −2         | 066,67     |
| Итого     | Итого   | Итого         | Итого             | Итого            | 153        | 94         | 21         | 38         | 416        | 220        | +196       | 061,44     |

## Достижения

### Как игрок
- Чемпион Чехословакии: 1935, 1937
- Обладатель Кубка Митропы: 1938

### Как тренер
- Чемпион Словакии: 1942, 1944
- Чемпион Испании: 1952, 1953, 1956
- Обладатель кубка Эвы Дуарте: 1952
- Обладатель Кубка Испании: 1951, 1952, 1953, 1955, 1956, 1966
- Обладатель Латинского кубка: 1952